# Lysandra improba
Lysandra improba är en fjärilsart som beskrevs av Reed 1877. Lysandra improba ingår i släktet Lysandra och familjen juvelvingar. Inga underarter finns listade i Catalogue of Life.